# San Benedetto Po
San Benedetto Po là một đô thị tại tỉnh Mantova trong vùng Lombardia của Italia, có vị trí cách khoảng 150 km về phía đông nam của Milano và khoảng 15 km về phía đông nam của Mantova. Tại thời điểm ngày 31 tháng 12 năm 2004, đô thị này có dân số 7.607 người và diện tích là 69,6 km².
Đô thị San Benedetto Po có các frazioni (các đơn vị trực thuộc, chủ yếu là các làng) Bardelle Camatta, Brede, Mirasole, Portiolo, San Siro, và Zovo.
San Benedetto Po giáp các đô thị: Bagnolo San Vito, Borgoforte, Moglia, Motteggiana, Pegognaga, Quistello, Sustinente.